# Kalle Leinonen
Pour les articles homonymes, voir Leinonen.
Kalle Leinonen, né le 8 novembre 1989 à Siilinjärvi, est un skieur acrobatique finlandais. Sa sœur jumelle Sanni Leinonen pratique le ski alpin.

## Biographie
Membre du club Kuosi Freestyle, il prend part à la première compétition de ski half-pipe aux Championnats du monde à Ruka en 2005, se classant huitième. L'hiver suivant, alors âgé de quinze ans, il remporte sa première manche de Coupe du monde aux Contamines, puis une deuxième victoire à Apex, lui garantissant de finir en tête du classement spécifique du half-pipe.
En 2013, pour sa dernière compétition majeure, il remporte l'épreuve de slopestyle à l'Universiade.

## Palmarès

### Coupe du monde
- 2 petits globe de cristal :
  - Vainqueur du classement half-pipe en 2006 et 2007.
- 5 podiums : 3 victoires et 2 deuxièmes places.

### Championnats du monde junior
- Médaille de bronze en half-pipe en 2007 à Arosa.